# Declan McKenna
Declan McKenna (Enfield of Cheshunt, 24 december 1998) is een Engels indie-singer-songwriter.

## Carrière
In december 2014 bracht McKenna de single Brazil uit waarin hij kritiek uitte op de FIFA en het wereldkampioenschap voetbal 2014 in Brazilië. In augustus 2015 werd de single opnieuw uitgebracht, nadat McKenna als zestienjarige op Glastonbury de Emerging Talent Competition had gewonnen. Het lied belandde onder andere op nummer 41 in Billboard's Hot Rock Songs. Op 21 juli 2017 verscheen What do you think about the car? op het label Columbia Records. Naast Glastonbury heeft McKenna opgetreden op SXSW in 2016 en Coachella en Lollapalooza in 2017.
McKenna verzorgt in 2025 het voorprogramma van de Amerikaanse band Imagine Dragons tijdens het Europese deel van hun wereldtour Loom.

## Discografie

### Albums
- I've made it further than you (no, not you), 2014 (eigen beheer)
- Tribes, 2014 (eigen beheer)
- What do you think about the car?, 2017
- Zeros, 2020
- What happened to the beach?, 2023

### Ep's
- Stains, 2016
- Liar, 2016
- Regurgitated, 2019

### Singles
- Brazil, 2014
- Paracetamol, 2015
- Bethlehem, 2016
- Isombard, 2016
- The kids don't wanna come home, 2016
- Humongous, 2017
- Why do you feel so down?, 2017
- Make me your queen, 2017
- Listen to your friends, 2017
- British bombs, 2019
- Beautiful faces, 2020
- The key to life on Earth, 2020
- Daniel, you're still a child, 2020
- Be an astronaut, 2020
- Rapture, 2020
- My house, 2021